# Tenebredo
Tenebredo (Tenebreo en asturiano y oficialmente) es una aldea de la parroquia asturiana de Tuñón, en el concejo de Santo Adriano (España).
Situada a unos 375 metros de altitud sobre el nivel del mar, tiene 6 habitantes (INE 2023), 4 varones y 2 mujeres. A algo más de dos kilómetros y medio de la capital, se accede a ella por el desvío de La Arquera (AS-360), que sale de la AS-228 a la altura de Las Xanas.
El caserío estaba atravesado por uno de los antiguos ramales que conectaban los valles del Trubia con Oviedo, la capital asturiana.